# Posár család
Posár család (Pozsár) Komárom vármegyei kihalt birtokos család, mely nevét feltételezhetően egy halfajról (ponty) vette. Állítólag a Koppán nemzetségből származtak.
Nagy Iván közlése szerint, ha nem keszi Péter fiától Marceltől származtatható a család, akkor első ismert őse a 15. századi Marcelházi Posár volt. Az ő két fia (Posár) Miklós és Demeter.
1308-ban Posár György zakalusi (szakállasi) előnevet használt. 1394-ben Ilosvai Leustach nádor elnöklete melletti Komárom vármegyei közgyűlésen Korch fia (?) kavai Posár Péter perét tárgyalják szakállasi Posár Mihály, Zemere György és véki Harcha Miklós ellen. Péter 1403-ban újabb pert indított. 1396-ban Pathi Pozsár László felesége Pat részbirtokosa, aki a leánynegyed részét Deák Mihálynak és örököseinek engedte át. 1420-ban Posár Domokos kavai előnevet használt. 1429-ben Zsigmond király megerősíti marcelházi Posár Miklóst Zsitva halastó birtokában. 1431-ben marcelházi Posár Miklós és kavai Posár János szerepelnek a forrásokban. 1444-ben és 1447-ben Posár Miklós pati birtokos. 1447-ben a család marcelházai birtokain osztozkodik. A család kavai ága 1466-ban a kavai Harcsa családdal közösen bírta Vízvár, Kava, Szovád és Bálványszakállas helységeket. 1473-ban Kavai Posár Domokos tiltakozott az ellen, hogy a nándori érseki népek az ő Gég nevű, a garamszentbenedeki apátságtól bérelt pusztáját hatalmasul használják. 1482-ben Keszegfalva birtokosai. 1485-ben a marcelházi Posár család Mátyás királytól új adományt nyert Marcelházára, Madarra, illetve Path és Gyarmat pusztákra.
1532-ben Nagy-Béla Pozsár János birtoka volt. 1546-ban Pozsár Miklós a marcelháza melletti zsitvai halászattól eltiltja Kakas és Pathi Dömötör fiait, Kürthy Mihály fiát és Wajkay Mihályt. 1559-ben Nádasdy Tamás nádor meghagyta a győri káptalannak, hogy Posár Ambrus és Lukács testvéreket, akik I. Ferdinánd magyar királytól a Komárom vármegyei Keszegfalvára, Szovátra (Závad - Keszegfalva és Gúta között), Véknek egy curiájára és házra, illetve egész Asszonyteleke aliter Machiolara (Dunamocs) királyi adományt nyertek, vezesse be. Ez megtörtént 1560-ban, de a török veszély miatt a statutio és bevezetés Komáromban történt. Ugyanakkor szintén 1560-ban gadóczi Farkas Márton is királyi adományt kapott az említett birtokokra, amiből pereskedés lett a marcelházai Posárok és a Farkasok között a Magyar Királyi Kúria előtt.
Pozsár Lukács halála után birtokát Gyulay Ferenc, majd 1655-ben Sibrik Dániel szerezte meg. A 16. században Madaron Pozsár Menyhért is birtokolt.

## Birtokaik
- Bálványos (Keszegfalva-Bálványszakállas)
- Gyarmatpuszta (Gyermely)
- Kava (Komárom)
- Madar
- Marcelháza
- Pat
- Szovád (Keszegfalva-Szőlős)
- Vízvár (Keszegfalva)